# Národní park Tara

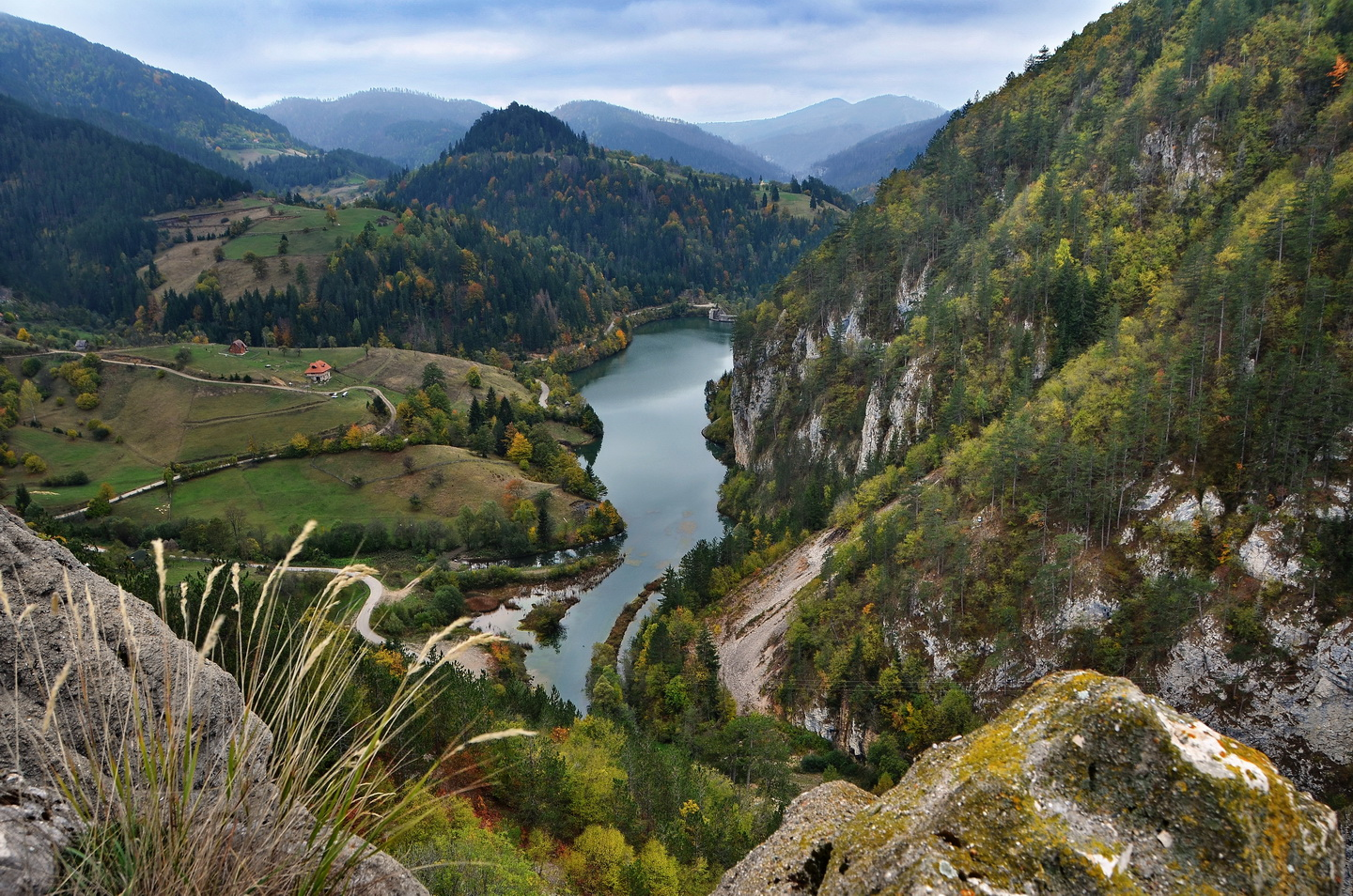
Spajićské jezero v národním parku Tara.

Národní park Tara (srbsky Национални парк Тара/Nacionalni park Tara) se nachází na západě Srbska ve stejnojmenném pohoří. Má rozlohu 19 175 ha a rozkládá se v nejvyšší části pohoří. Vyhlášen byl roku 1981. Jeho území se rozkládá na ploše opštin Bajina Bašta a Užice.
Nejvyšším bodem území parku je vrchol Kozji Rid s výškou 1591 m a nejnižší je úroveň Peručackého jezera ve výši 241 m n. m. Pohoří, které je chráněno, je krasové. Řeka Drina, která tvoří jeho přirozenou západní hranici, vytvořila postupem staletí hluboký kaňon. Na protějším břehu řeky se v Bosně a Hercegovině nachází národní park Drina.
V blízkosti vesnice Peručac se nachází stećkové pole s názvem Mramorje.
Kromě horské vegetace je park znám také díky výskytu smrku omoriky, která se zde nachází již od třetihor. V lesích národního parku žije 53 druhů savců a 153 druhů ptáků. Vyskytují se zde medvěd hnědý (celkem 45), kamzík horský a srnec obecný.